# 国吉良一
国吉 良一（くによし りょういち、1948年4月24日 - ）は日本の音楽プロデューサー、作曲家、編曲家、キーボーディスト。山口県宇部市出身。
主として德永英明の楽曲編曲、陣内大蔵のプロデュース、長渕剛のアルバムに於けるスタジオ・ミュージシャンやバックバンドとしてライブツアーでの演奏、映画音楽の分野で活動している。

## 提供作品
※特記以外は全て編曲のみの作品

### J-POP・歌謡曲
- 明石家さんま
  - 「真赤なウソ」
- アグネス・チャン
  - 「愛がみつかりそう」
- 梓みちよ
  - 「サファイア色の午後」
- Alfee
  - 「ダウト!」
  - 「悲しみをぶっとばせ」
  - 「うつろな瞳」
  - 「ロックンロール・ファイティングマン」
- 五十嵐浩晃
  - 「December Rain」
  - 「ふたりのSong Book」
- 石川ひとみ
  - 「アモーレ」
- 石川優子
  - 「Silent Melody」
- 伊勢正三
  - 「夜にまぎれて」
- 上田正樹
  - 「Go West～胸いっぱいの愛を～」
- 及川恒平
  - 「東京暮色」
  - 「おやすみなさい」
- 小幡洋子
  - 「銀の砂」
  - 「コバルトの絵葉書」
- KAI FIVE
  - 「嵐の明日」
- 河合奈保子
  - 「JAPAN as waterscapes」
- 川島なお美
  - 「涙のカレンダー・ラブ」
- クミコ
  - 「大阪で生まれた女」
  - 「私はもう女です」
- 桂銀淑
  - 「愛ひとつ 夢ひとつ」
  - 「葉桜」
- 小林ひとみ
  - 「ピンクのカーテン」
- 彩恵津子
  - 「aloneの静けさ」
  - 「サイドテーブルに好きと書いても」
- 佐々木好
  - 「待ってたのに」
- 沢田聖子
  - 「卒業」
  - 「Natural」
  - 「冷たい言葉で傷つけて」
  - 「LIFE」
- 子門真人
  - 「スター・ウォーズのテーマ～カンテナバンド」
- ジュディ・オング
  - 「愛のめぐり逢い」
- 陣内大蔵（※音楽プロデューサーとして一部を除き全曲の編曲を手掛ける）
  - 「First Snow」
  - 「君といたい」
  - 「深呼吸」
  - 「自信がないよ」
  - 「好奇心～Chance creator～」
  - 「Blow wind blow ～風よ吹け～」
  - 「風を見たくて」
  - 「空よ」
  - 「Loving You Now」
  - 「新しい風」
  - 「心の扉」
  - 「僕は風 君は空」
  - 「BE YOURSELF」
  - 「僕の風が今変わった」
  - 「晴れのち曇りそして雨」
  - 「BAKU」
  - 「I never forget you/Life」
  - 「Dreamers/Up and Down」
  - 「Messy Lover」
- 麗美&陣内大蔵
  - 「CANDLE」
- 高橋名人
  - 「RUNNER」
- 谷村新司
  - 「引き潮」
- チャゲ&飛鳥
  - 「赤いベッド」
  - 「Rainy Night」
  - 「東京Doll」
  - 「Love Affair」
- つのだ☆ひろ
  - 「NEVER MY LOVE」
- 德永英明
  - 「道標」
  - 「僕のそばに」
  - 「星と月のピアスと君の夢」
  - 「魂の願い」
  - 「永遠の果てに」
  - 「未来飛行」
  - 「裸足の太陽」
  - 「太陽の少年」
  - 「ALL MY LOVE」
  - 「誓い」
  - 「Balance」
  - 「太陽がいっぱい」
  - 「Promised Snow」
  - 「Crack」
  - 「Be My Love」
  - 「夢」
  - 「情熱」
  - 「真夏のLady」
- 永井龍雲
  - 「夕映え空から」
  - 「愛はまだ輝きの中」
- 長渕剛
  - 「しあわせになろうよ」
  - 「八月の雨の日」
  - 「Tomorrow」
- 西島三重子
  - 「天体望遠鏡」
- 新田恵利
  - 「サーカス・ロマンス」
- ハイ・ファイ・セット
  - 「かってなバイブル」
- 服部祐民子
  - 「僕のうた」
- バンバン
  - 「青春のラストページ」
- 久松史奈
  - 「BRING BACK THAT SHINE」
  - 「ONE AND ONLY」
  - 「AMERICA ~かりとられた果実~」
  - 「BABY GIRL」
  - 「Wedding Kiss」
  - 「光と影」
- ふきのとう
  - 「何故 愛は…」
- 森下恵理
  - 「サマータイムグラフィティ」
- やしきたかじん
  - 「JINX」
- 山下久美子
  - 「星になった嘘」
- 吉岡秀隆
  - 「ラストソング」
- 吉沢秋絵
  - 「ロマンスの花束」＜作曲・編曲＞
  - 「不思議の時刻」
- りりィ
  - 「しあわせさがし」
  - 「月のセレナーデ」
  - 「涙のない町」
- レスリー・チャン
  - 「黑色午夜」＜作曲＞ p.c.1986
- 渡辺真知子
  - 「メロディ」

### アニメ
- シティーハンター（1987年 - 1988年）
  - 「BLUE AIR MESSAGE」（歌：大内義昭）
  - 「MR. PRIVATE EYE」（歌：大滝裕子）＜作曲・編曲＞
  - 「COOL CITY」（歌：The City Crackers）＜作詞・作曲・編曲＞
  - 「GIVE ME YOUR LOVE TONIGHT」（歌：鈴木聖美）＜作曲・編曲＞
- シティーハンター3（1989年 - 1990年）
  - 「熱くなれたら」（歌：鈴木聖美）
- OVA エイトマンAFTER（1993年）
  - 「微笑みの向こう側」（歌：桑野信義）

## 音楽担当作品
アニメ
- 時空の旅人（1986年）
- シティーハンター（1987年 - 1988年）[注釈 1]

ドラマ
- ジューン・ブライド（1995年）

映画
- 星空のマリオネット（1978年）
- 白い手（1990年）
- 幕末純情伝（1991年）
- 鉄道員（ぽっぽや）（1999年）
- ムルデカ17805（2001年）
- ホタル（2001年）
- 機関車先生（2004年）
- 学校をつくろう（2010年）
- 旅の贈りもの 明日へ（2012年）

その他
- ギャラクシー・エクスプレス（歴代NWA世界ヘビー級王者メインテーマ。主に全日本プロレスで使用された）

## 関連人物
- 陣内大蔵
- 德永英明
- 長渕剛